# Conseil de partenariat euro-atlantique
Le Conseil de coopération nord-atlantique (CCNA ou COCONA) est une organisation fondée par l'OTAN le 20 décembre 1991. 
C'est un forum de consultation composé de 25 membres (les seize membres de l'OTAN, la Russie, neuf pays d'Europe centrale et orientale). En mai 1992, ce forum est élargi à 36 membres avec l'intégration des onze républiques de la Communauté des États indépendants (CEI) et de l'Albanie. L'objectif de ce conseil est d'appréhender les problèmes de sécurité sur le continent européen.
En 1997, les ministres des affaires étrangères des pays membres de l'OTAN transforment le COCONA en Conseil de partenariat euro-atlantique (CPEA).

## Membres

Cartes des membres du Conseil.

Le Conseil regroupe les États membres de l'OTAN et 21 pays partenaires.
| - 32 États membres de l'OTAN : - Albanie - Allemagne - Belgique - Bulgarie - Canada - Croatie - Danemark - Espagne - Estonie - États-Unis - Finlande - France - Grèce - Hongrie - Islande - Italie - Lettonie - Lituanie - Luxembourg - Macédoine du Nord - Monténégro - Norvège - Pays-Bas - Pologne - Portugal - République tchèque - Roumanie - Royaume-Uni - Slovaquie - Slovénie - Suède - Turquie | - 4 États neutres : - Autriche - Irlande - Malte - Suisse - 12 États l'ex-URSS : - Arménie - Azerbaïdjan - Biélorussie - Géorgie - Kazakhstan - Kirghizistan - Ouzbékistan - Moldavie - Russie - Tadjikistan - Turkménistan - Ukraine - 2 États de l'ex-Yougoslavie : - Bosnie-Herzégovine - Serbie |

| | |                    |                               |                                                                                   |                                                                                   | | |                                                         |                                                         |                                          |                                          |                                                                                           |                                                                                           |                                                                                           |
| \| \| États membres \| \| Plan d'action pour l'adhésion \| \| Plan d'action individuel de partenariat \| \| Partenariat pour la paix \| \| Dialogue méditerranéen \| \| Initiative de coopération d'Istanbul \| \| Partenariat global \| \| \| Albanie Allemagne Belgique Bulgarie Canada Croatie Danemark Espagne Estonie États-Unis Finlande France Grèce Hongrie Islande Italie Lettonie Lituanie Luxembourg Macédoine du Nord Monténégro Norvège Pays-Bas Pologne Portugal Roumanie Royaume-Uni Slovaquie Slovénie Suède Tchéquie Turquie \| Albanie Allemagne Belgique Bulgarie Canada Croatie Danemark Espagne Estonie États-Unis Finlande France Grèce Hongrie Islande Italie Lettonie Lituanie Luxembourg Macédoine du Nord Monténégro Norvège Pays-Bas Pologne Portugal Roumanie Royaume-Uni Slovaquie Slovénie Suède Tchéquie Turquie \| Bosnie-Herzégovine \| Bosnie-Herzégovine \| Arménie Azerbaïdjan Bosnie-Herzégovine Géorgie Kazakhstan Moldavie Serbie Ukraine \| Arménie Azerbaïdjan Bosnie-Herzégovine Géorgie Kazakhstan Moldavie Serbie Ukraine \| Arménie Autriche Azerbaïdjan Biélorussie Bosnie-Herzégovine Géorgie Irlande Kazakhstan Kirghizistan Malte Moldavie Ouzbékistan Suisse Tadjikistan Turkménistan Ukraine \| Arménie Autriche Azerbaïdjan Biélorussie Bosnie-Herzégovine Géorgie Irlande Kazakhstan Kirghizistan Malte Moldavie Ouzbékistan Suisse Tadjikistan Turkménistan Ukraine \| Algérie Égypte Israël Jordanie Mauritanie Maroc Tunisie \| Algérie Égypte Israël Jordanie Mauritanie Maroc Tunisie \| Bahreïn Émirats arabes unis Koweït Qatar \| Bahreïn Émirats arabes unis Koweït Qatar \| Afghanistan Australie Colombie Corée du Sud Irak Japon Mongolie Nouvelle-Zélande Pakistan \| Afghanistan Australie Colombie Corée du Sud Irak Japon Mongolie Nouvelle-Zélande Pakistan \| Afghanistan Australie Colombie Corée du Sud Irak Japon Mongolie Nouvelle-Zélande Pakistan \| | |                    |                               |                                                                                   |                                                                                   | | |                                                         |                                                         |                                          |                                          |                                                                                           |                                                                                           |                                                                                           |
| | États membres |                    | Plan d'action pour l'adhésion |                                                                                   | Plan d'action individuel de partenariat                                           | | Partenariat pour la paix |                                                         | Dialogue méditerranéen                                  |                                          | Initiative de coopération d'Istanbul     |                                                                                           | Partenariat global                                                                        |                                                                                           |
| Albanie Allemagne Belgique Bulgarie Canada Croatie Danemark Espagne Estonie États-Unis Finlande France Grèce Hongrie Islande Italie Lettonie Lituanie Luxembourg Macédoine du Nord Monténégro Norvège Pays-Bas Pologne Portugal Roumanie Royaume-Uni Slovaquie Slovénie Suède Tchéquie Turquie | Albanie Allemagne Belgique Bulgarie Canada Croatie Danemark Espagne Estonie États-Unis Finlande France Grèce Hongrie Islande Italie Lettonie Lituanie Luxembourg Macédoine du Nord Monténégro Norvège Pays-Bas Pologne Portugal Roumanie Royaume-Uni Slovaquie Slovénie Suède Tchéquie Turquie | Bosnie-Herzégovine | Bosnie-Herzégovine            | Arménie Azerbaïdjan Bosnie-Herzégovine Géorgie Kazakhstan Moldavie Serbie Ukraine | Arménie Azerbaïdjan Bosnie-Herzégovine Géorgie Kazakhstan Moldavie Serbie Ukraine | Arménie Autriche Azerbaïdjan Biélorussie Bosnie-Herzégovine Géorgie Irlande Kazakhstan Kirghizistan Malte Moldavie Ouzbékistan Suisse Tadjikistan Turkménistan Ukraine | Arménie Autriche Azerbaïdjan Biélorussie Bosnie-Herzégovine Géorgie Irlande Kazakhstan Kirghizistan Malte Moldavie Ouzbékistan Suisse Tadjikistan Turkménistan Ukraine | Algérie Égypte Israël Jordanie Mauritanie Maroc Tunisie | Algérie Égypte Israël Jordanie Mauritanie Maroc Tunisie | Bahreïn Émirats arabes unis Koweït Qatar | Bahreïn Émirats arabes unis Koweït Qatar | Afghanistan Australie Colombie Corée du Sud Irak Japon Mongolie Nouvelle-Zélande Pakistan | Afghanistan Australie Colombie Corée du Sud Irak Japon Mongolie Nouvelle-Zélande Pakistan | Afghanistan Australie Colombie Corée du Sud Irak Japon Mongolie Nouvelle-Zélande Pakistan |

## Compléments